# Vicentia Boco
Vicentia Boco née le 22 janvier 1949 à Natitingou, au  Bénin, est une professeure agrégée en imagerie médicale et enseignante à l'université d'Abomey-Calavi. Femme politique béninoise, elle est connue pour son implication dans la lutte pour l'émancipation des femmes, et est présidente de l'Institut national pour la promotion de la femme (INPF) au Bénin. Elle est ministre de l’Enseignement supérieur et de la Recherche scientifique en 2007.

## Biographie
Elle obtient un  baccalauréat série D en 1968 au Bénin[réf. nécessaire], puis poursuit ses études supérieures à Paris en France d'où elle revient en 1983 avec un diplôme de spécialiste en Imagerie médicale. En 1998 elle devient professeure agrégée, maîtresse de conférences en imagerie médicale. Titulaire d'un diplôme de santé publique de l’université de Nancy et d'un diplôme universitaire d’IRM de l’université de Strasbourg Vicentia Boco est nommée professeure titulaire en imagerie médicale, à la faculté de médecine de Cotonou de l'université d'Abomey-Calavi au Bénin, devenant ainsi la première radiologue universitaire francophone de l'Afrique subsaharienne.
Elle est ministre de l’Enseignement supérieur et de la Recherche scientifique du gouvernement Yayi Boni en 2007,.

## Distinctions et récompenses
Elle a reçu plusieurs distinctions :
- Chevalier de l’ordre national du Bénin
- Chevalier de la Légion d'honneur française
- Commandeur de l’ordre national du Bénin